# متحد ایستاده‌ایم: از این بیشتر چه می‌توانم بدهم
متحد ایستاده‌ایم: بیشتر از این چه می‌توانم بدهم (به انگلیسی: United We Stand: What More Can I Give) نام کنسرتی خیریه است که در ۲۱ اکتبر ۲۰۰۱ (‎۲۹ مهر ۱۳۸۰) به رهبری مایکل جکسون و به خاطر بزرگ‌داشت کشته‌شدگان حملات ۱۱ سپتامبر در شهر واشینگتن دی.سی.، پایتخت آمریکا برگزار شد. متحد ایستاده‌ایم: بیشتر از این چه می‌توانم بدهم سومین کنسرت از سه کنسرت بزرگی بود که در بزرگداشت کشته‌شدگان این حادثه انجام شد.
در این کنسرت، هنرمندانی همانند جیمز براون، دستینیز چایلد، بک استریت بویز، آشر، راد استیوارت، ماریا کری، شان کامز، جاستین تیمبرلیک، انسینک و اروسمیث بر روی صحنه برنامه اجرا کردند. همچنین افراد معروفی همانند کوین اسپیسی، برندهٔ جایزهٔ اسکار و شهردار شهر واشینگتن دی.سی. نیز در این کنسرت حضور داشتند.
در پایان این کنسرت، تمام افراد معروفی که در این کنسرت حضور داشتند ترانهٔ «چه چیزی بیشتر می‌تونم بدم» که ترانه‌ای جدید از مایکل جکسون بود را با همراهی هم خواندند.

## پخش تلویزیونی
این برنامه چند روز بعد، از شبکهٔ ABC پخش شد اما با وجود آن که مایکل به عنوان رهبر این کنسرت بود، اما هیچ نامی از او برده نشد و فیلمی از اجرای او به صورت انفرادی در این شبکه پخش نشد. این اتفاق به دلیل آن بود که مایکل برای پخش ویژه‌برنامهٔ «مایکل جکسون: ۳۰اُمین سالگرد فعالیت هنری» که تنها ۴۰ روز قبل از اجرای این کنسرت برگزار شده بود با شرکت CBS قرارداد بسته بود و نمی‌توانست برنامه‌ای دیگر را از شبکه‌ای دیگر در آن زمان پخش کند. (این اتفاق به آن دلیل افتاد که کنسرت متحد ایستاده‌ایم: از این بیشتر چه می‌توانم بدهم یک‌باره و بدون برنامه‌ریزی قبلی و به خاطر بزرگ‌داشت کشته‌شدگان حملات ۱۱ سپتامبر برگزار شده بود.)